# Bàndicut de llavis blancs
El bàndicut de llavis blancs (Echymipera clara) és una espècie de bàndicut originària d'Indonèsia i Papua Nova Guinea. El seu hàbitat natural són els boscos secs tropicals o subtropicals. Està amenaçat per la pèrdua d'hàbitat.